# Alicia Atout
Alicia Claire Atout (Toronto, Ontario; 1 de junio de 1995) es una periodista y youtuber canadiense, conocida por su trabajo en las industrias de la música y en la lucha libre profesional. Actualmente trabaja para la empresa Major League Wrestling (MLW) como entrevistadora. Atout también maneja su propio blog de música, A Music Blog, Yea? (AMBY), así como su propio canal de YouTube, donde entrevista a personalidades de música y lucha.
Atout trabajó anteriormente en la empresa canadiense Impact Wrestling y fue el MC de la gira de 20 años del infierno del luchador profesional Mick Foley. También ha trabajado como entrevistadora en backstage para numerosas promociones de lucha libre independientes, especialmente en el evento de pago por evento "All In" de 2018.

## Primeros años
Atout nació y se crio en Toronto, Ontario y más tarde se graduó de Dunbarton High School.

## Carrera

### AMBY
El sitio web de A Music Blog, Yea? (AMBY) fue fundada por Atout en 2013 a la edad de 17 años. Desde entonces, ha entrevistado a numerosos músicos y bandas de AMBY, entre ellos Dua Lipa, Bring Me the Horizon, Mac DeMarco, Melanie Martinez, One Ok Rock y Greta Van Fleet. En su primer año, AMBY ganó tres premios musicales: los Canadian Weblog Awards al Mejor blog de medios y periodismo y el Mejor blog de arte y cultura, y el Premio MiB al Mejor blog de arte, cultura y música de Canadá. Con la creciente popularidad de los videos AMBY en YouTube, Atout pudo expandir su blog para cubrir otros intereses y pronto comenzó a entrevistar a personalidades de lucha como Rey Mysterio, Paige, Chris Jericho, The Young Bucks y Kenny Omega.

### Carrera en la lucha libre profesional
Atout firmó con la empresa Impact Wrestling en 2018. En Impact, se desempeñó como entrevistadora en el backstage de Impact!, la serie de televisión, y fue coanfitrión de la serie semanal Behind The Lights en el canal Twitch de Impact junto a Anthony Carelli.
En septiembre de 2018, Atout participó en el evento de pay-per-view "All In", promovido conjuntamente por Cody Rhodes. en 2019, después de completar sus obligaciones contractuales con Impact Wrestling, fue contactada por Rhodes y le ofreció un puesto como corresponsal en el backstage para la nueva empresa All Elite Wrestling (AEW). Atout debutó para la empresa (usando el nombre de "Alicia A") en el evento inaugural de Double or Nothing.
El 18 de noviembre, se anunció que Atout había firmado con Major League Wrestling (MLW), lo que indica su salida de AEW.

## Vida personal
Desde 2023, Atout está en una relación con el luchador estadounidense Maxwell Jacob Friedman.

## Campeonatos y logros

### Música
- Canadian Weblog Awards
  - Mejor blog de medios y periodismo (2013)
  - Mejor blog de arte y cultura (2013)

- FYI Music News
  - AMBY ocupó el puesto #68 en la lista de los mejores 100 blogs de música, sitios web y boletines de Feedspot 2016[5][12]
  - AMBY ocupó el puesto #3 en la lista de los 50 mejores blogs de música de Toronto de Feedspot 2017[5][13]
  - AMBY ocupó el puesto #23 en la lista de los 75 mejores blogs y sitios web y boletines de noticias canadienses de Feedspot 2017[5][14]

- FYI Music Noticias
  - AMBY se incluyó en la lista de los blogs de música canadienses de FYI de 2017 que deberías seguir.[5][15]

- MiB Awards
  - Mejor blog de arte y cultura canadiense / música (2013)[5]
  - Mejor blog canadiense de arte y entretenimiento (2014)[5]